# Одного разу в Анатолії (фільм)
«Одного разу в Анатолії» (тур. Bir zamanlar Anadolu'da) — кінофільм режисера Нурі Більге Джейлана, що вийшов на екрани в 2011 році.

## Зміст
Життя в маленькому провінційному містечку схоже на довгу подорож по степових просторах: чекаєш, що за наступним пагорбом відкриється щось нове, інше, а бачиш тільки ті ж самі степові дороги, схожі одна на одну, що однаково нескінченно тягнуться до горизонту.

## Ролі
| Актор                | Роль                   |
| -------------------- | ---------------------- |
| Мухаммет Узунер      | доктор Джемал          |
| Йилмаз Ердоган       | комісар Наджи          |
| Танер Бірсель        | прокурор Нусрет        |
| Ахмет Мюмтаз Тайлана | шофер Арап Алі         |
| Фират Таниш          | підозрюваний Кенан     |
| Ерджан Кесал         | голова Мукхтар         |
| Джансі Демірджі      | дочка Мукхтара         |
| Ерол Ераслан         | Яшар, жертва вбивства  |
| Угур Арсланоглу      | Тевфик                 |
| Шафак Карали         | Абідін                 |
| Ніхана Окутуджу      | Гюльназ, дружина Яшара |

## Нагороди та номінації
- 2011 — Гран-прі журі Каннського кінофестивалю.
- 2011 — приз Netpac Awardкінофестивалю в Карлових Варах.
- 2011 — участь у конкурсі кінофестивалю в Манілі.
- 2011 — участь у конкурсі фестивалю «Фільми з півдня» в Осло.
- 2011 — три премії Asia Pacific Screen Awards[en]:Гран-прі журі Зейнеп Озбатур Атакан, найкраща режисура Нурі Більге Джейлан, найкраща операторська робота Гекхан Тірьякі;а також номінації за найкращий фільм і найкращий сценарій Ебру Джейлан, Нурі Більге Джейлан, Ерджан Кесал.
- 2012 — приз за найкращу режисуру на Дублін ському кінофестивалі.
- 2012 — дві номінації на премію Європейської кіноакадемії: найкраща режисерська робота Нурі Більге Джейлан, найкраща операторська робота Гекхан Тірьякі.
- 2013 — номінація на премію «Незалежний дух» за найкращий іноземний фільм.

## Знімальна група
- Режисер — Нурі Більге Джейлан
- Сценарист — Ебру Джейлан, Нурі Більге Джейлан, Ерджан Кесал
- Продюсер — Зейнеп Озбатур Атакан